# Babette s'en va-t-en guerre
Babette s'en va-t-en guerre (bra: Babette Vai à Guerra) é uma filme francês de 1959, do gênero comédia, dirigido por Christian-Jacque e estrelado por Brigitte Bardot.

## Sinopse
Na Grã-Bretanha prestes a ser invadida pela Alemanha nazista em fins de 1940, após a queda da França, a Inteligência Britânica recruta Babette (Bardot), uma jovem francesa recém-evacuada do continente,  muito parecida com uma ex-amante do general alemão von Arenberg, responsável pelos planos de invasão, para voltar à França acompanhada do tenente Gérard de Crécy (Cherrier), de maneira a preparar uma armadilha para o general de descobrir seus planos. A missão, porém, fracassa, e Babette, separada do parceiro, cai em mãos do chefe da Gestapo Schultz, que por coincidência, também quer tirar Von Arenberg do caminho e percebe que Babette pode lhe ser útil.